# Bacteria ecuadorica
Bacteria ecuadorica är en insektsart som först beskrevs av Brunner von Wattenwyl 1907.  Bacteria ecuadorica ingår i släktet Bacteria och familjen Diapheromeridae. Inga underarter finns listade.